# Arsakidi (Iran)
Arsakidi (Iran) su bili iranska vladarska dinastija partskih korijena.
Utemeljio ju je prije 250. pr. Kr. Arsak I. Dinastija je držala prijestolje sve do 224. godine. Na njeno su mjesto došli Sasanidi. Zadnji Arsakid koji je vladao Partima bio je Artaban V., kojeg je pobijedio Sasanid Ardašir I., sin Papaka (Pabhagha, Babeka).
Jedna je grana ove obitelji vladala Armenijom sve do 428. godine.

## Vanjske poveznice
- (francuski) Jérôme Gaslain, « Les Parthes Arsacides : un empire oublié » na Clio, veljača 2004. Pristupljeno 17. listopada 2009.
- (engleski) Parthian kings  Arhivirana inačica izvorne stranice od 2. ožujka 2012. (Wayback Machine) na livius.org. Pristupljeno 17. listopada 2009.